# Brassica carinata
Brassica carinata (colza etíope, mostaza etíope o mostaza abisinia) es una especie de planta del Triángulo de la U (U, 1935) y perteneciente al género de Brassica. Tiene 34 cromosomas con la composición del genoma BBCC y se piensa que es el resultado de un evento de hibridación ancestral entre Brassica nigra (composición del genoma BB) y Brassica oleracea (composición del genoma CC) (Prakash y Hinata, 1980). Aunque se cultiva B. carinata como cultivo de semillas oleaginosas en Etiopía (Alemayehu y Becker, 2004) tiene generalmente altos niveles de glucosinolatos indeseables y ácido erúcico (Getinet et al., 1997), por lo que es una mala elección para el cultivo general como una semilla oleaginosa, comparada con la Brassica napus (Colza) con la que se encuentra estrechamente relacionada.

La planta también se cultiva como vegetal de hoja y posee un sabor suave. Se conoce como yabesha gomen en amhárico. Las variedades mencionadas son Texsel, que se adapta particularmente a los climas templados. Las flores son muy atractivas para las abejas que recogen el polen y el néctar.
Esta planta también es parte de una investigación para desarrollar un biocombustible de aviación para motores a reacción. El 29 de octubre de 2012, se completó el primer vuelo de un avión de reacción con 100 por ciento de biocombustible, hecho de brassica carinata.